# قصف كاتدرائية غازانتشيتسوتس 2020
حدث قصف كاتدرائية غازانتشيتسوتس خلال معركة شوشا في 8 أكتوبر، عندما، إصيبت الكاتدرائية بصاروخين، مما أدى إلى انهيار جزء من السقف. واتهمت أرمينيا القوات المسلحة الأذربيجانية بالقيام بالقصف.

## القصف

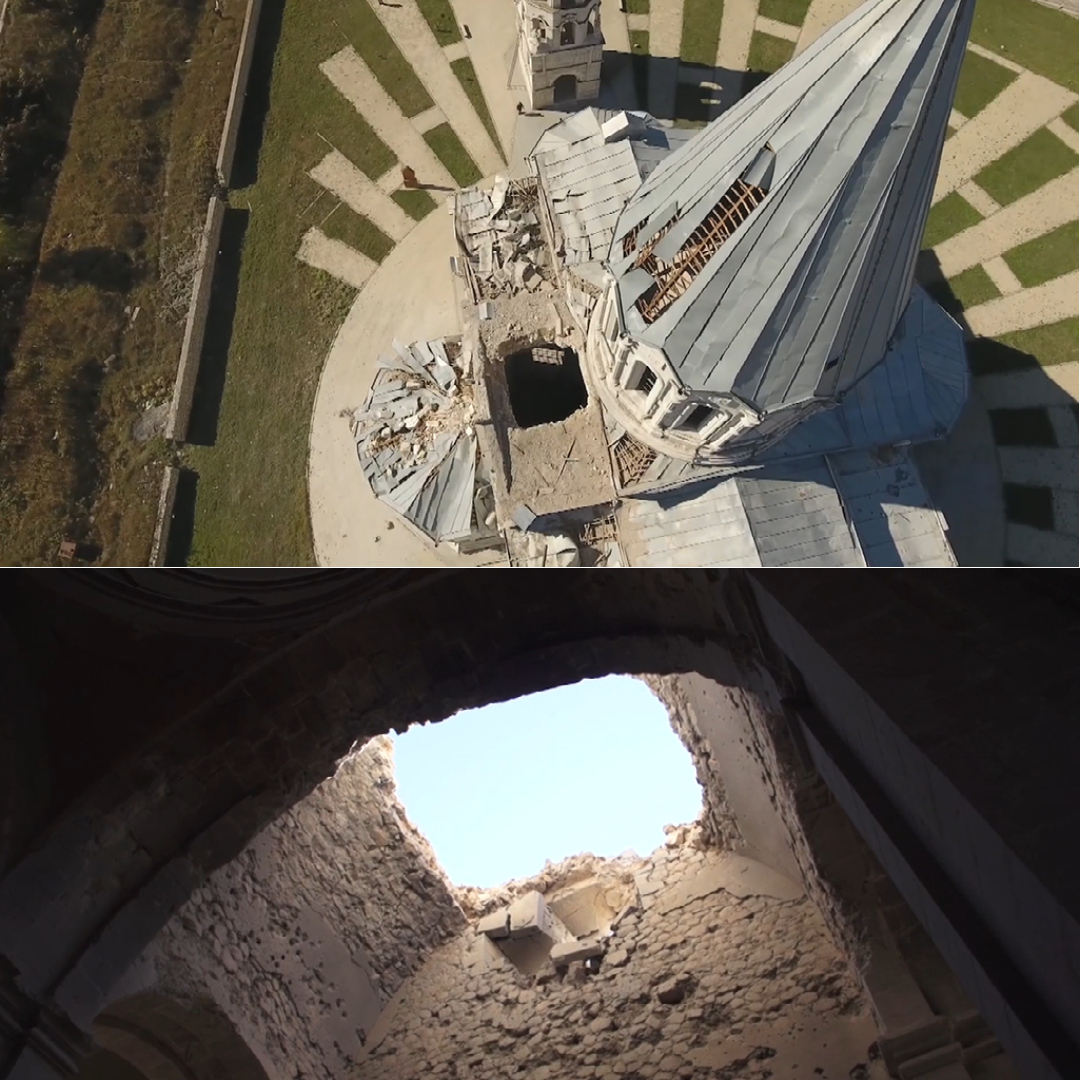
صور للأضرار التي لحقت بكاتدرائية غازانتشيتسوتس.

سقطت القذيفة الأولى على قبة الكنيسة في مساء يوم 8 أكتوبر وألحقت أضراراً بالغة بالداخل. أفادت وسائل إعلام محلية أن الكبار والأطفال كانوا يحتمون داخل الكنيسة عندما وقع الانفجار الأول، لكن لم يصب أحد. وبعد ساعات، وبينما كان الصحفيون يتفقدون الأضرار، أصابت قذيفة ثانية المبنى. وأصيب صحفيان روسيان في الضربة الثانية، أحدهما، رئيس تحرير سيجودنيا، وأصيب بجروح خطيرة وخضع لعملية جراحية في ستيباناكيرت. وأصيب أرميني كان يرافق المراسلين بجروح طفيفة.

## ردود الفعل

### أرمينيا
أصدرت وزارة الخارجية الأرمينية بيانًا رسميًا وصفته بأنه «"جريمة أخرى من جرائم القيادة العسكرية السياسية لأذربيجان ... وهذا الإجراء يتناسب تمامًا مع سياسة معاداة الأرمن التي تطورت منذ عقود. أذربيجان، التي دمرت بالكامل التراث الثقافي الأرمني في ناخيتشيفان وفي أجزاء أخرى من الوطن التاريخي للشعب الأرميني، تحاول الآن طوال العدوان العسكري المستمر ضد أرتساخ حرمان أرمن أرتساخ من وطنهم وذاكرتهم التاريخية"» وذكروا أيضا أن «أذربيجان بهذه الإجراءات تكرر سلوك حلفائها المكتسبين حديثا، المنظمات الإرهابية الدولية الشائنة المسؤولة عن تدمير العديد من المعالم التاريخية والثقافية في الشرق الأوسط». ألقى آرتسرون هوفهانيسيان، المتحدث باسم وزارة الدفاع الأرمينية، باللوم على «العدو الأذربيجاني».
ووفقا لل أرمن برس، بارجيف مارتيروسيان، أسقف أبرشية آرتساخ، قارن القصف مع أعمال الدولة الإسلامية في العراق والشام، قائلا «"إنهم قصفوا قيمنا الروحية، بينما نحن  نرمم المساجد ونحافظ عليها "». قال كاهن آخر في الكاتدرائية «"أشعر بالألم من تدمير جدران كاتدرائيتنا الجميلة. أشعر بالألم لأن العالم اليوم لا يتفاعل مع ما يحدث هنا وأن أولادنا يموتون وهم يدافعون عن وطننا"».
بعد القصف، العازف لأرميني سيفاك أفانيسيان عزف على المبنى المتضرر. مقطوعة «ستورك» (بالأرمنية: Krunk)‏ للملحن الأرمني كوميتاس، الذي كان ضحية الإبادة الجماعية للأرمن. نُشر الفيديو الموسيقي في 12 أكتوبر / تشرين الأول على حساب تويتر الرسمي لأرمينيا، والذي كان، بحسب قناة الجزيرة، رسالة مفادها أن قصف أذربيجان للكاتدرائية كان جزءًا لا يتجزأ من عداء الأتراك للأرمن منذ قرون.

### أذربيجان
نفت وزارة الدفاع الأذربيجانية رسميًا تورطها، بينما زعمت وكالة الأنباء الحكومية الأذربيجانية أن أرمينيا كانت وراء الهجوم.
في مقابلة مع صحفية بي بي سي نيوز أورلا غيرين، نفى رئيس أذربيجان إلهام علييف أن الكنيسة كانت هدفا عسكريا لقواته وادعى أن القصف كان «إما خطأ من مدفعيتنا أو أنه كان استفزازا متعمدا من قبل الأرمن أنفسهم». ولدى سؤاله عما إذا كان يمكن ارتكاب نفس الخطأ مرتين في يوم واحد، قال علييف: «"لم لا؟ هل شاهدت صور المساجد الأذربيجانية في الأراضي المحتلة؟ تم تدميرهم جميعًا. يربون الخنازير في مساجدنا. نحن لا نهاجم المدنيين بخلافهم".» كما أشار إلى هجمات الصواريخ الباليستية في جانجا عام 2020، وألقى باللوم على أرمينيا ونفى مهاجمة المدنيين في حصار ستيباناكيرت.

### دوليا
كتبت لجنة الولايات المتحدة للحرية الدينية الدولية (USCIRF) أنها "شعرت بالفزع عندما علمت أن كاتدرائية غزانشيتسوت قد تعرضت لأضرار جسيمة بسبب القتال في مرتفعات قرة باغ، ودعت لحماية أماكن العبادة والمواقع الدينية، لا سيما في ظل الحرب الحالية.
أعرب الملحن الأمريكي دانيال ديكر، الذي أقام حفلاً موسيقياً في المبنى عام 2017، عن أسفه لتدمير الكنيسة على فيسبوك، قائلاً «"هذا حطم قلبي!"».

## ما بعد الحادثة
سيطرت القوات الأذربيجانية على شوشا في 7 نوفمبر، بعد معركة استمرت ثلاثة أيام للسيطرة على المدينة. في 10 نوفمبر، تم التوصل إلى اتفاق سلام بين أرمينيا وأذربيجان بوساطة روسية.